# Porsche 959
Der Porsche 959 ist ein Supersportwagen von Porsche. Er galt bei seiner Erstauslieferung im Jahre 1986 als schnellstes Serienfahrzeug der Welt mit einer Straßenzulassung und galt lange Zeit als Technologieträger und als State of the Art des Automobilbaus. Mit ihm führte Porsche einige technische Neuerungen ein: unter anderem Registeraufladung und elektronisch gesteuerten variablen Allradantrieb.

## Geschichte

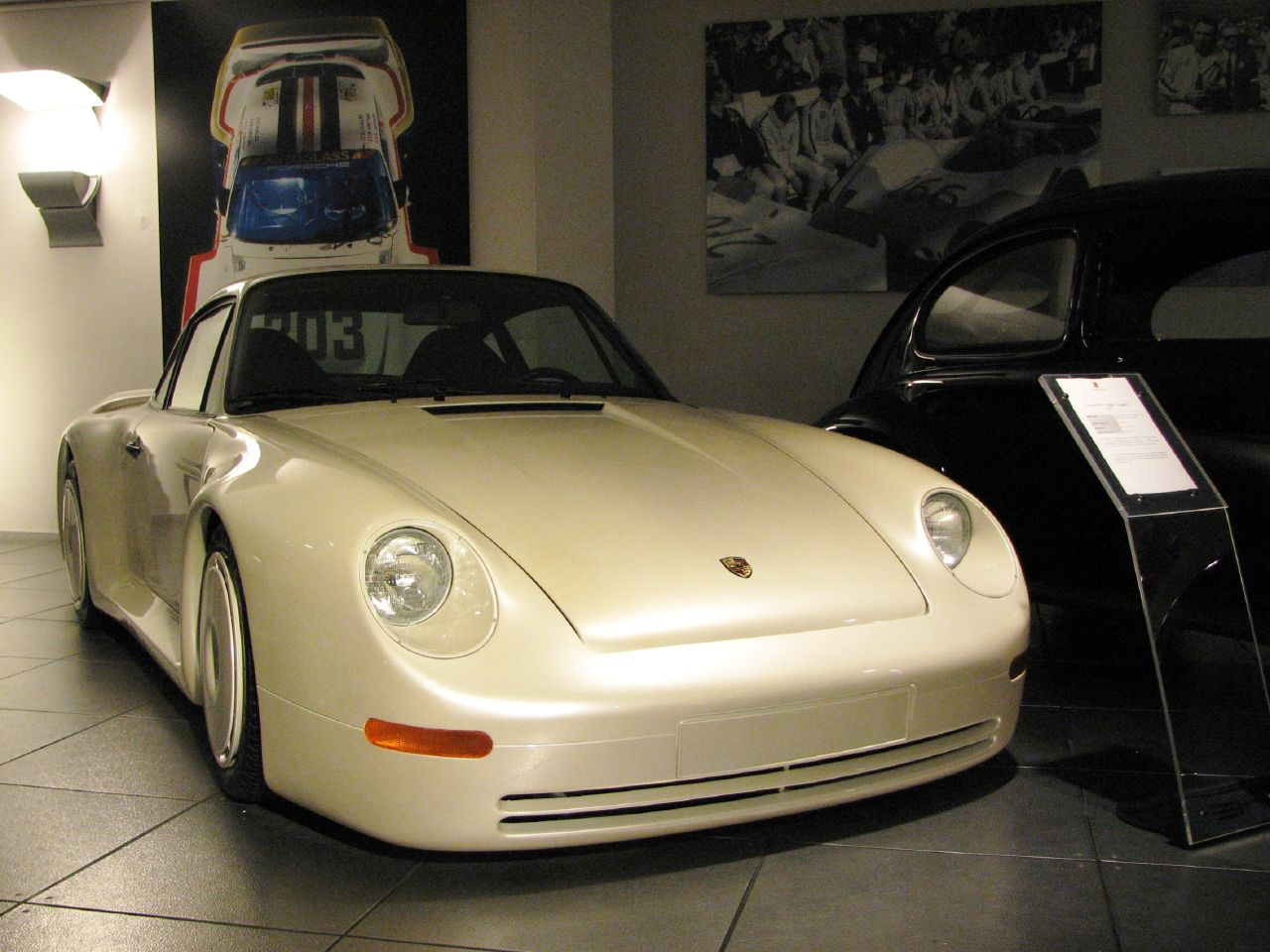
Die 1983 auf der Frankfurter IAA gezeigte Studie „Gruppe B“ (hier im Porsche-Museum) war Entwicklungsgrundlage für den Porsche 959

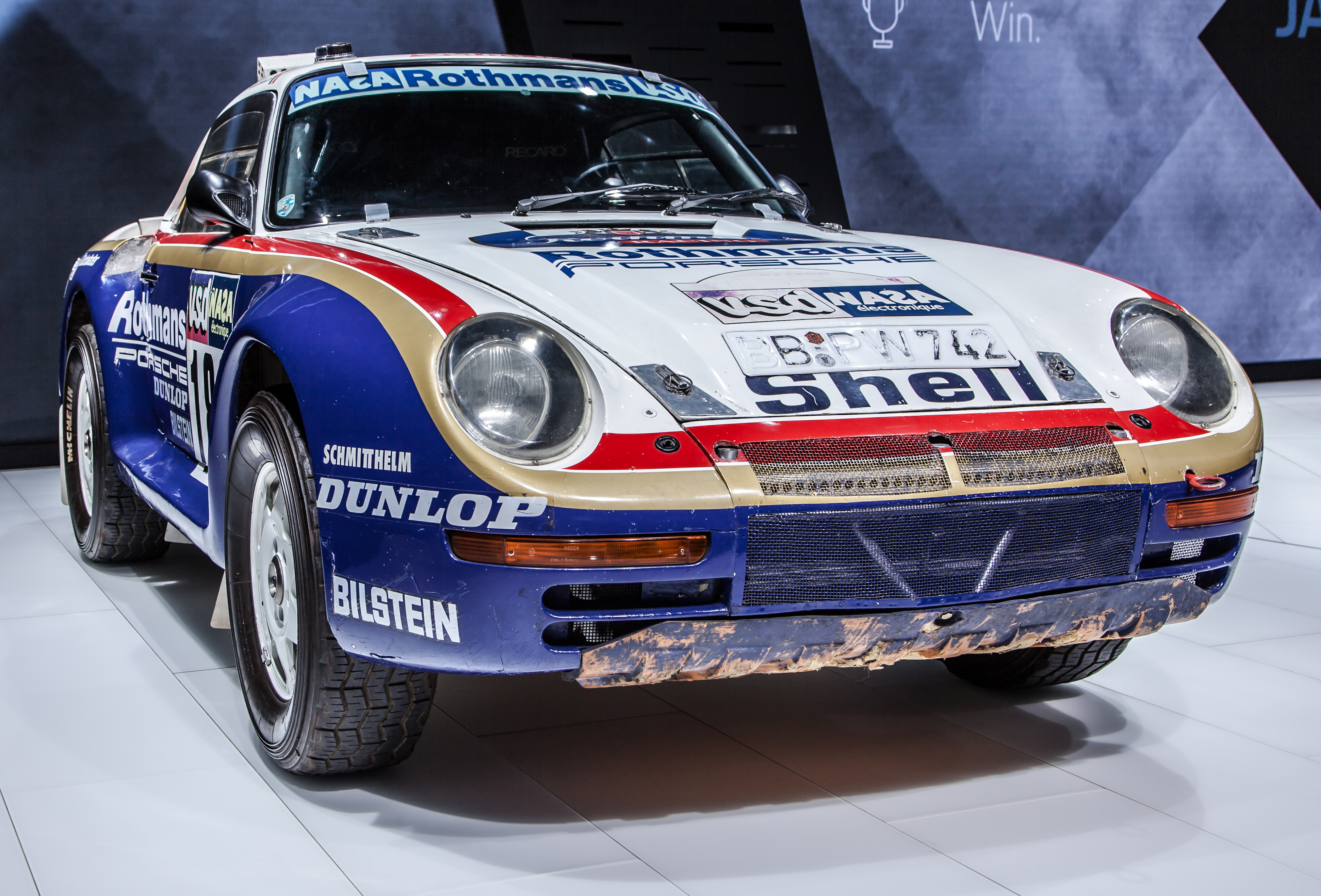
Dieser Porsche 959 gewann 1986 die Rallye Paris–Dakar

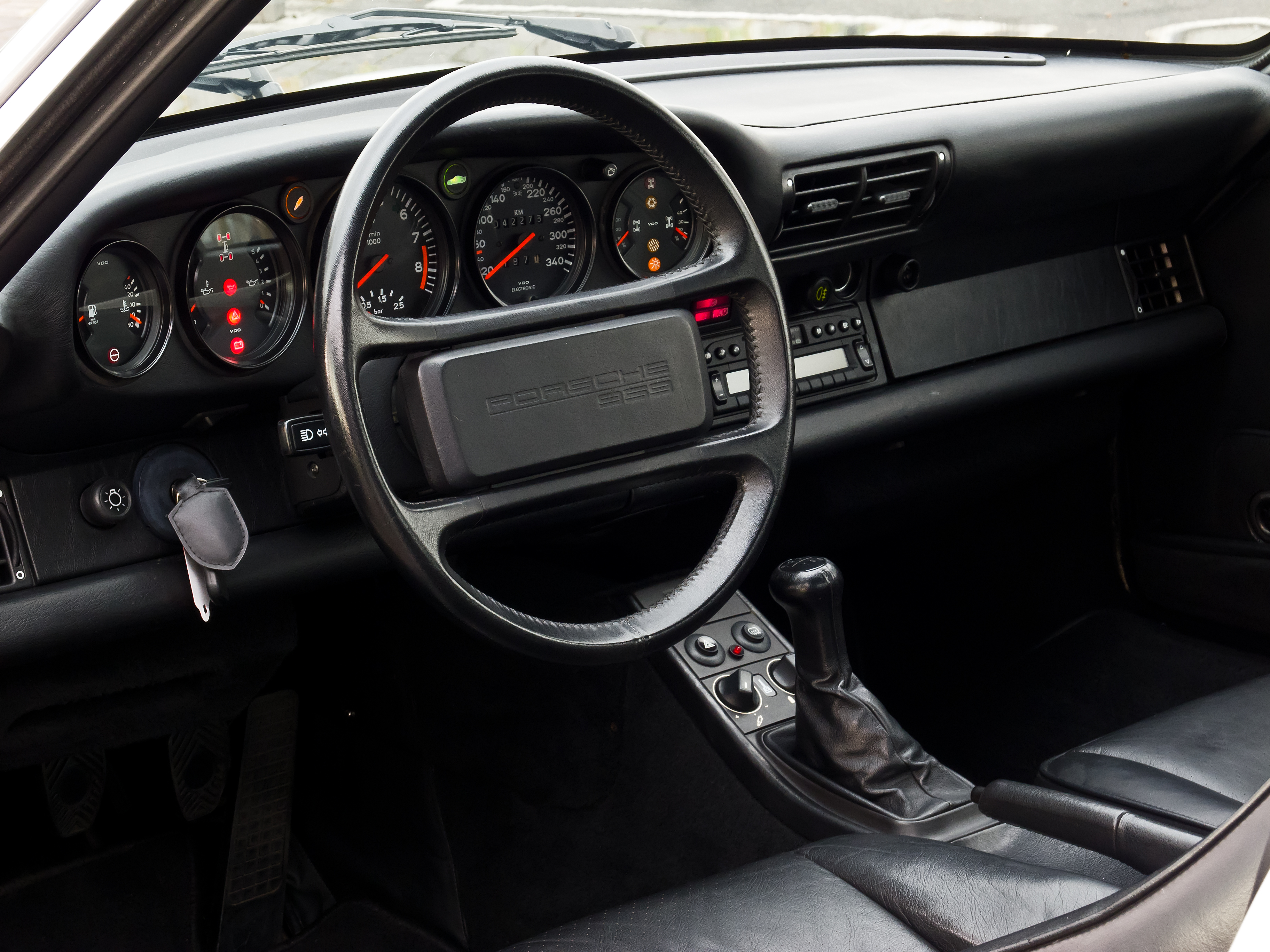
Lenkrad und Armaturen des 959 fast baugleich mit dem späteren Porsche 964

Weil Porsche nach mehreren Siegen beim 24-Stunden-Rennen von Le Mans auch im Rallyesport Erfolge vorweisen wollte, entstand 1982 das 959-Rallye-Projekt, das aus dem 911 SC nach dem damals aktuellen Gruppe-B-Reglement der FIA entwickelt wurde. Daraus entstanden anfangs drei umfassend überarbeitete 911er mit Allradantrieb, die als 911 4×4 (bzw. 953) firmierten. Der 959 wurde 1983 auf der IAA in Frankfurt der Öffentlichkeit vorgestellt. 1984 errang das Prodrive-Team mit einem 911 4×4 (953) bei der Rallye Paris-Dakar unter dem Franzosen René Metge einen Überraschungssieg. Schon bei dieser IAA wurden die für die Gruppe-B-Homologation geforderten 200 Straßenmodelle bestellt, doch wegen der großen Komplexität der Konstruktion des 959 verzögerte sich die Fertigstellung, und erst 1987 wurden die ersten Exemplare ausgeliefert.
Nach dem Vorjahreserfolg des 911 4×4 nahmen 1985 drei 959 an der Rallye Paris-Dakar teil. Weil die 600 PS starken Biturbo-Motoren nicht rechtzeitig fertig geworden waren, mussten sie mit den schwächeren 911er-Motoren starten. Alle drei Fahrer brachen die Rallye vorzeitig ab.
Bei der Pharaonen-Rallye vom 10. bis 19. Oktober 1985 setzte Porsche erstmals den 959 mit dem vorgesehenen Biturbo-Motor ein; Saeed Al Hajri und John Spiller gewannen die Rallye.
Im Januar 1986 traten wieder drei 959 bei der Rallye Paris-Dakar an; René Metge und Dominique Lemoyne gewannen. Man gewann 1986 auch die 1000-Pisten-Rallye in Frankreich. Nachdem der Finne Henri Toivonen und sein Beifahrer Sergio Cresto am 2. Mai 1986 bei der Korsika-Rallye im Lancia Delta S4 tödlich verunglückt waren, entschied sich die FIA endgültig gegen die Gruppe B und verwarf auch alle Pläne für die vorbereitete Gruppe S. Danach legte man bei Porsche das Vorhaben wieder auf Eis.
Porsche baute einen 959 für die GTX-Klasse um. Dieses Einzelexemplar wurde Porsche 961 genannt und wurde am 1. Juni 1986 in Le Mans Gesamtsiebter. 1987 startete der 961 auch beim 24-Stunden-Rennen von Daytona. Im Juni 1987 erlitt der 961 in Le Mans einen Motorschaden (Nähere Informationen: Porsche 961 in der Kategorie Das Ende).
Der 959 wurde bis 1988 gebaut. Über die Stückzahlen gibt es widersprüchliche Angaben. Häufig wird die Zahl 288 genannt. Porsche selbst nennt auf seiner Homepage die Zahl 292, aufgeteilt in 113 Stück 1987 und 179 Stück 1988.
Die meisten Käufer wählten die Komfortversion und wenige die leichtere Sportversion.
Im Jahre 1992 wurden acht Fahrzeuge als kleine 'Sonderserie' gefertigt. Die Fahrzeuge waren im Detail etwas verbessert (insbesondere an der Regelung der Niveauregulierung und der Dämpfer) und wurden für 747.500 DM (inklusive der damals gültigen Umsatzsteuer von 15 % in Deutschland) verkauft.
Obwohl sie viel teurer waren als die 1987/1988 verkauften Fahrzeuge, waren sie schnell verkauft. Sie gelten heute als besonders begehrte Sammlerobjekte.

## Technik

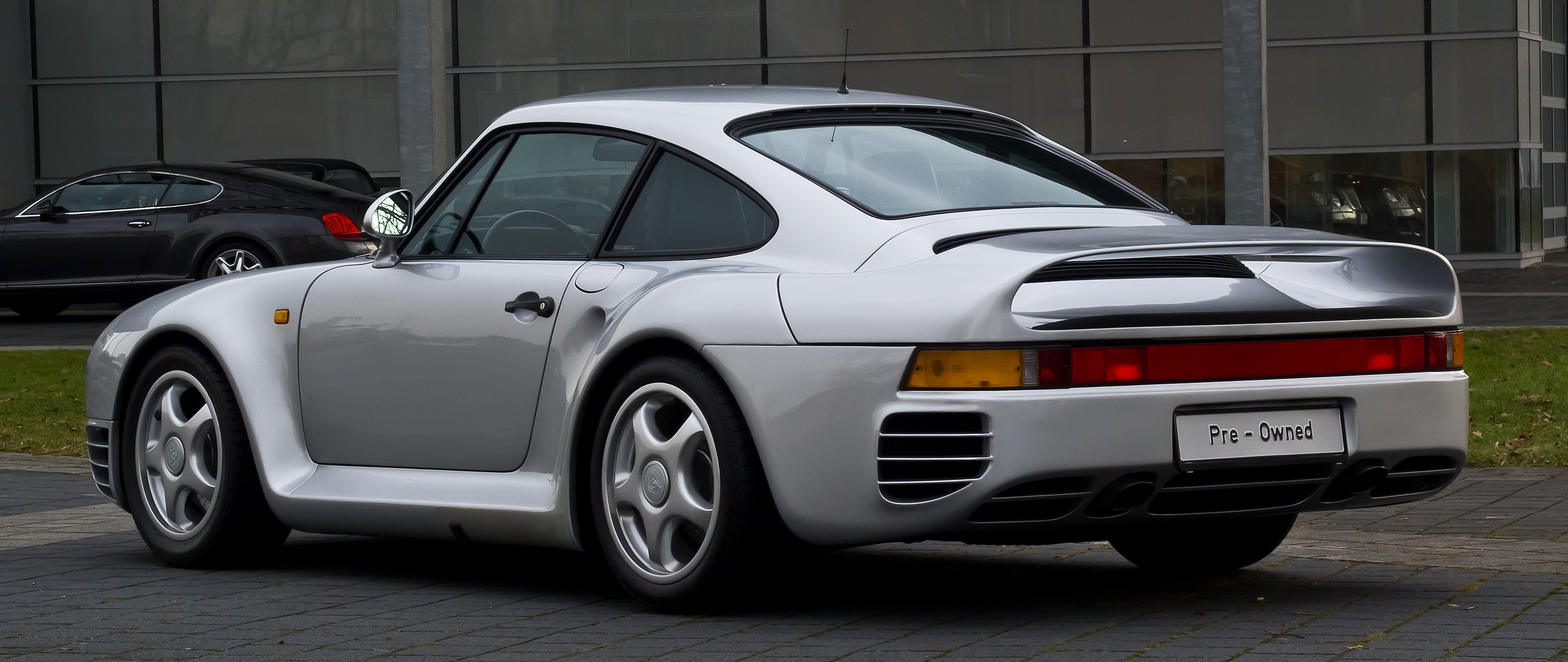
Porsche 959 in Heckansicht

### Karosserie
Die Karosserie ist selbsttragend. Mit Produktionstechniken aus der Flugzeugindustrie wurden das Dach, die Kotflügel und der Heckbereich aus aramidfaserverstärktem Kunststoff, die Frontschürze aus Polyurethan und die Fronthaube sowie die Türen aus Aluminium hergestellt.

### Motor und Getriebe

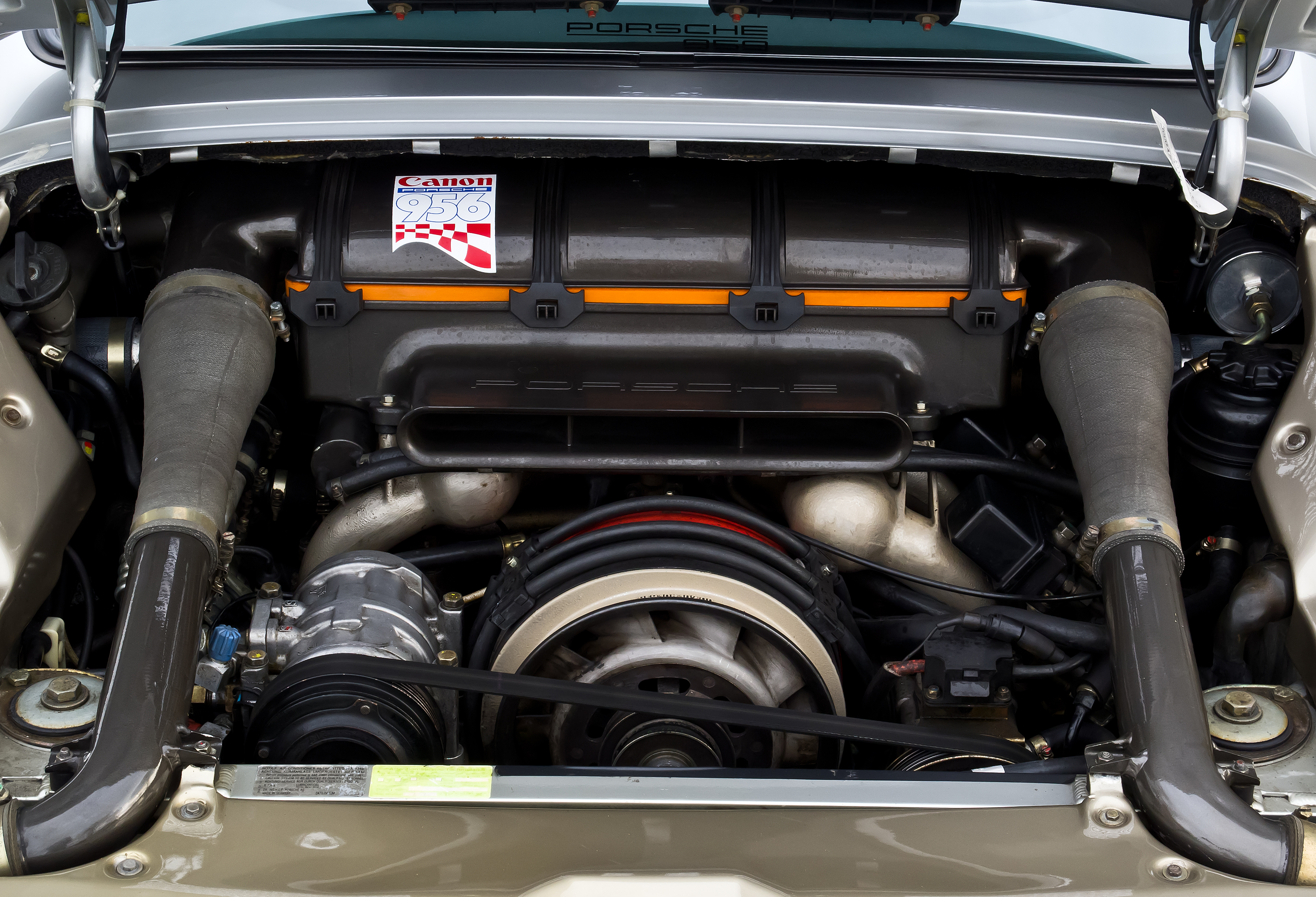
Der 2,85-l-Registerturbo-Motor

Angetrieben wird der Porsche 959 von einem aufgeladenen Sechszylinder-Boxermotor mit Trockensumpfschmierung, der nach dem Ottoverfahren arbeitet. Kurbelgehäuse, Zylinderblöcke und -köpfe sind aus Aluminiumlegierungen hergestellt. Sein Hubraum ist mit 2849 cm3 angegeben und er leistet 331 kW (450 PS) bei 6500/min; das maximale Drehmoment beträgt 500 Nm (51 kpm) bei 5000/min. Als erster Serien-Pkw-Motor hat er eine Registeraufladung mit zwei wassergekühlten KKK-Turboladern samt Ladeluftkühlern. Die Ventile, je Zylinder zwei Ein- und zwei Auslassventile, werden je Zylinderbank über zwei obenliegende Nockenwellen betätigt (DOHC). Die Zylinder selbst sind in Porsche-Tradition luftgekühlt; die Zylinderköpfe sind jedoch wassergekühlt. Die Schäfte der Auslassventile sind zur besseren Wärmeableitung hohl und zum Teil mit Natrium gefüllt. Der Motor hat Saugrohreinspritzung. Einspritzung und Zündung werden von einem gemeinsamen Motronic-Motorsteuergerät der Bosch GmbH gesteuert. Die Kraft überträgt eine hydraulisch betätigte Einscheibentrockenkupplung und ein synchronisiertes Sechsgang-Schaltgetriebe.

### Antriebsstrang
Der Porsche 959 hat Allradantrieb. Es wurde ein modifizierter Antriebsstrang aus dem Porsche 911 4×4 verwendet. Über ein gewöhnliches Differenzial werden die Hinterräder angetrieben, das vordere Differenzial ist über eine nasse (in Öl laufende) Lamellenkupplung und eine  Antriebswelle mit dem Getriebe verbunden. Ein Steuerungssystem erkennt über Sensoren Raddrehzahl, Schlupf, Motordrehzahl und Lenkwinkel, presst bei Schlupf die Reibflächen der Lamellenkupplung aneinander und gleicht somit die Geschwindigkeit der Räder aus. Der Allradantrieb passt sich automatisch an die jeweilige Situation an.

### Fahrwerk und Reifen
Der 959 hat rundum Einzelradaufhängung an Doppelquerlenkern und Schraubenfedern, zwei variable Bilstein-Teleskopstoßdämpfer pro Rad und eine automatische, geschwindigkeitsabhängige Niveauregulierung. An allen Rädern sind Scheibenbremsen eingebaut. Deren Durchmesser beträgt 322 mm an den Vorderrädern und 304 mm an den Hinterrädern, rundum wirken Vierkolbenfestsättel auf die Bremsscheiben. Serienmäßig hat der 959 ein von Porsche und Wabco neu entwickeltes Antiblockiersystem. Die Reifen haben die Dimension 235/45VR17 vorne und 255/40VR17 hinten. Die Räder aus einer Magnesiumlegierung sind an der Vorderachse acht Zoll breit, hinten neun Zoll und haben hohle Speichen, es gab eine Reifendruckkontrolle. Dieses System wurde erstmals beim Porsche 936 in Le Mans 1980 eingesetzt. Sobald der Reifendruck unter einen bestimmten Wert sinkt, informieren ein optisches und ein akustisches Signal den Fahrer. Vier Kontrollleuchten zeigen ihm an, um welches Rad es sich handelt. Ursprünglich sollte der Porsche 959 ab Werk mit Denloc-Reifen von Dunlop ausgeliefert werden; allerdings stieg Porsche mit Beginn der Serienproduktion auf Bridgestone RE 71 um, da die Denloc-Reifen keine Straßenzulassung hatten.

### Porsche 959 S

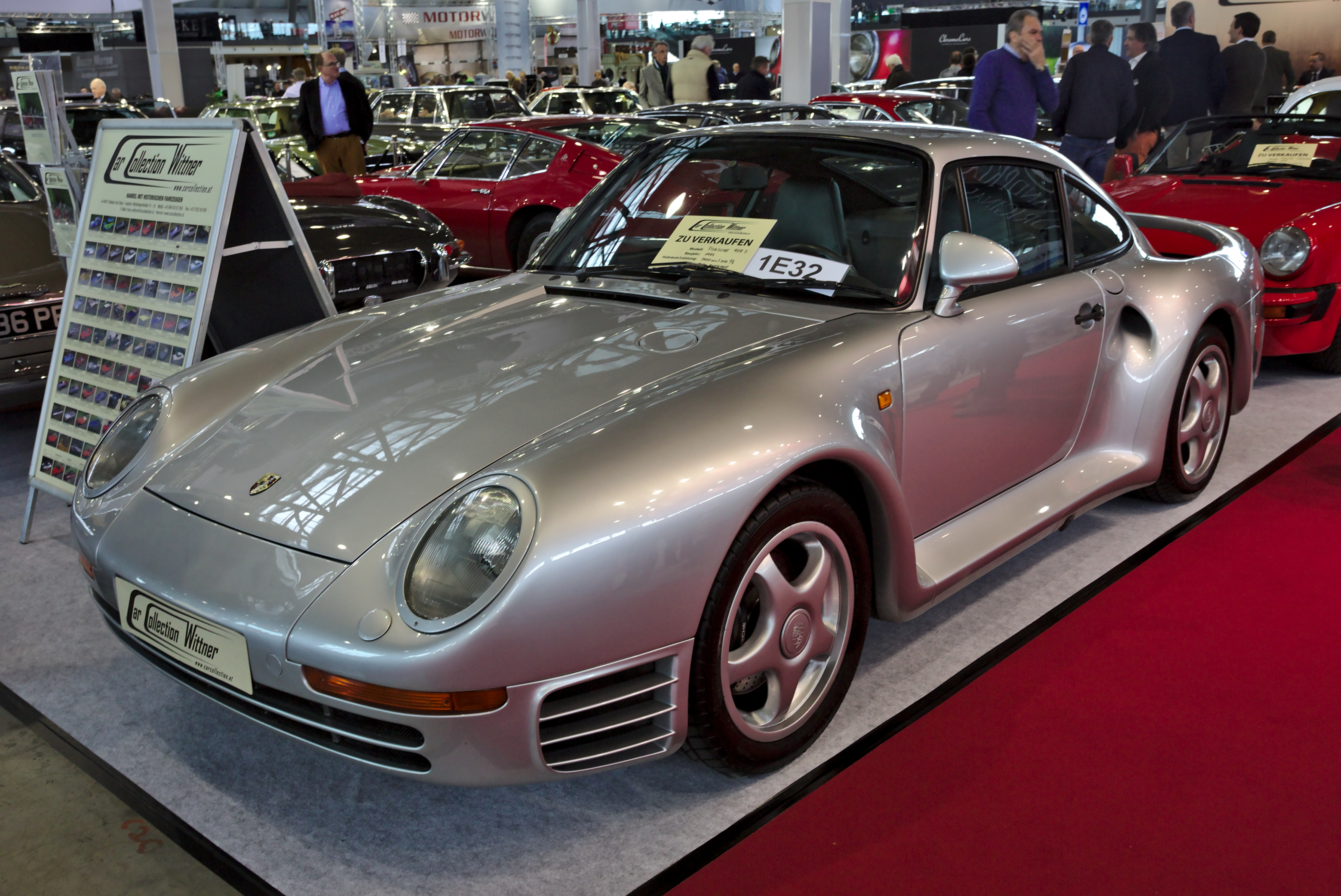
Porsche 959 S auf den Retro Classics 2018

29 der Porsche 959 wurden als 379 kW (515 PS) starke Sport-Version mit größeren Turboladern und modifiziertem Überdruckventil für einen maximalen Ladedruck von 1,1 bar gebaut (intern als 959 S bezeichnet), für die 1988 von Auto, Motor und Sport 339 km/h auf dem Hochgeschwindigkeitskurs in Nardò gemessen wurden.

### Einzelstück: 959 Cabrio
Porsche lieferte 1987 einen Porsche 959 an den Rennfahrer Jürgen Lässig.
1988 wurde der 959 beim Zusammenstoß mit einem Audi 80 auf der A 81 bei Singen rechts vorne und an der Seite stark beschädigt. Der beschädigte Wagen ging an Auto Becker, wo er zum Cabrio umgebaut wurde. Die Motortechnik und die komplette Elektronik blieben dabei unangetastet; Versteifungen wurden eingeschweißt. Dann wurde der Wagen auf der IAA in Frankfurt gezeigt. Ein Sammler aus den USA kaufte ihn für angeblich 3 Millionen D-Mark. Zwischenzeitlich stand er später in Italien bei ADR Motorsport SAS (Fossalta di Portogruaro) zum Verkauf. Der Wagen kann jederzeit zum normalen Cabriolet, zum Speedster und mit dem erhalten gebliebenen Originaldach zum Hardtop umgebaut werden – durch wenige Handgriffe und den Tausch von Frontscheibe und Verdeck.

### Fahrleistungen
Test in Auto, Motor und Sport 12/1987
- 0–60 km/h 2,1 s
- 0–80 km/h 3,0 s
- 0–100 km/h 3,7 s
- 0–120 km/h 5,3 s
- 0–140 km/h 6,5 s
- 0–160 km/h 8,5 s
- 0–180 km/h 10,5 s
- 0–200 km/h 13,3 s
- 400 m mit stehendem Start: 11,8 s
- 1000 m mit stehendem Start: 21,6 s (Endgeschwindigkeit 245 km/h)
- Höchstgeschwindigkeit: 317 km/h

## Technische Daten
| Porsche 959:                 | Daten |
| ---------------------------- | --- |
| Motor:                       | 6-Zylinder-Boxermotor mit Register-Turboaufladung (Viertakt)                                                         |
| Hubraum:                     | 2849 cm³ |
| Bohrung × Hub:               | 95 × 67 mm |
| Leistung:                    | 331 kW (450 PS) bei 6500 1/min                                                                                       |
| Max. Drehmoment:             | 500 Nm bei 5500 1/min                                                                                                |
| Verdichtung:                 | 8,3:1 |
| Ölfüllmenge:                 | 18 l |
| Literleistung:               | 116,2 kW/l (158 PS/l)                                                                                                |
| Ventilsteuerung:             | zweimal zwei obenliegende Nockenwellen                                                                               |
| Kühlung:                     | Luftkühlung (Gebläse), Zylinderköpfe mit Wasserkühlung                                                               |
| Getriebe:                    | 6-Gang-Schaltgetriebe                                                                                                |
| Antrieb:                     | Allradantrieb |
| Bremsen:                     | Scheibenbremsen (innenbelüftet), 322 × 32 mm vorne und 304 × 28 mm hinten, ABS                                       |
| Radaufhängung vorn:          | einzeln an doppelten Querlenkern je Rad                                                                              |
| Radaufhängung hinten:        | einzeln an doppelten Querlenkern je Rad                                                                              |
| Federung vorn:               | zwei Schraubenfeder je Rad                                                                                           |
| Federung hinten:             | eine Schraubenfeder je Rad                                                                                           |
| Karosserie:                  | Selbsttragende Stahl-Karosserie mit Komponenten aus (aramidfaserverstärktem) Kunststoff und Leichtmetall (Aluminium) |
| Spurweite vorn/hinten:       | 1504/1549 mm |
| Radstand:                    | 2272 mm |
| Reifen/Felgen:               | Magnesium-Räder (VA: 235 × 45 VR17/HA: 255 × 40 VR17) mit Reifendrucksensor                                          |
| Maße L × B × H:              | 4260 × 1840 × 1280 mm                                                                                                |
| Tankinhalt:                  | 85 l |
| Leergewicht:                 | 1450 kg (1350 kg bei Leichtbauversion)                                                                               |
| Höchstgeschwindigkeit:       | 317 km/h |
| Beschleunigung 0 – 100 km/h: | 3,7 s |
| Beschleunigung 0 – 200 km/h: | 13,3 s |

## Sonstiges

### Wertentwicklung
Der Kaufpreis für die günstigste 959-Version betrug 1987 420.000 DM, allerdings konnte man das Auto nicht frei kaufen – es wurde ursprünglich einer selektierten Käuferschicht angeboten. Um noch höhere Preise auf dem Gebrauchtmarkt zu vermeiden, wurde darüber hinaus den Kunden auferlegt, ihr Auto in den ersten sechs Monaten nicht weiterzuveräußern.
Heutzutage werden Gebrauchtfahrzeuge in einem groben Rahmen von 1 bis 1,5 Mio. Euro gehandelt. Bei gut gepflegten und wenig gefahrenen Exemplaren kann der Kaufpreis aber auch weitaus höher liegen. Besonders die seltene Sportvariante erzielt aufgrund der geringen Produktionszahl einen deutlich höheren Preis. Zur Hochperiode der Sammler-Autos (gegen Ende der 1980er Jahre) wurden 959-Kaufpreise von über 1 Million DM bekannt.
Bei Sammlern am begehrtesten sind die acht nachproduzierten Fahrzeuge aus der Sonderserie von 1992. Diese wurden 1992/1993 für 747.500 DM von Porsche verkauft. Für sie ist ein Preis heute nicht bezifferbar, da diese Liebhaberobjekte praktisch nie auf den Markt kommen.
Von mindestens zwei Exemplaren des 959 ist bekannt, dass sie nach Unfällen ohne Personenschaden aufgrund wirtschaftlicher Totalschäden aus dem Verkehr gezogen wurden.
Laut dem Oldtimer-Markt-Sonderheft aus dem Jahre 2016 lag der damalige Sammlerwert bei ca. 1,3 Millionen Euro (Zustand 1) und 900.000 Euro (Zustand 2).

### Kunden
Zu den ausgewählten Fahrern des 959 gehörten bei seiner Einführung u. a. der US-amerikanische Komiker Jerry Seinfeld und Martina Navrátilová. Herbert von Karajan landete mit seinem ersten 959 wegen überhöhter Geschwindigkeit im Graben und bekam später einen weiteren geschenkt. Die Microsoft-Gründer Bill Gates und Paul Allen hatten sich 1988 jeweils einen 959 gekauft, die jedoch in den USA nicht zulassungsfähig waren. Gates soll dazu beigetragen haben, dass nach langer Lobbyarbeit 1999 das „Show or Display“-Gesetz in Kraft trat. Es erlaubte die Zulassung bedeutender Fahrzeuge, sofern die Abgasgrenzwerte eingehalten wurden, was beim 959 durch Umrüstung möglich war.
Boris Becker kaufte sich auch einen Porsche 959, hatte zu diesem Zeitpunkt aber einen Werbevertrag mit Ford.

### Nachbauten

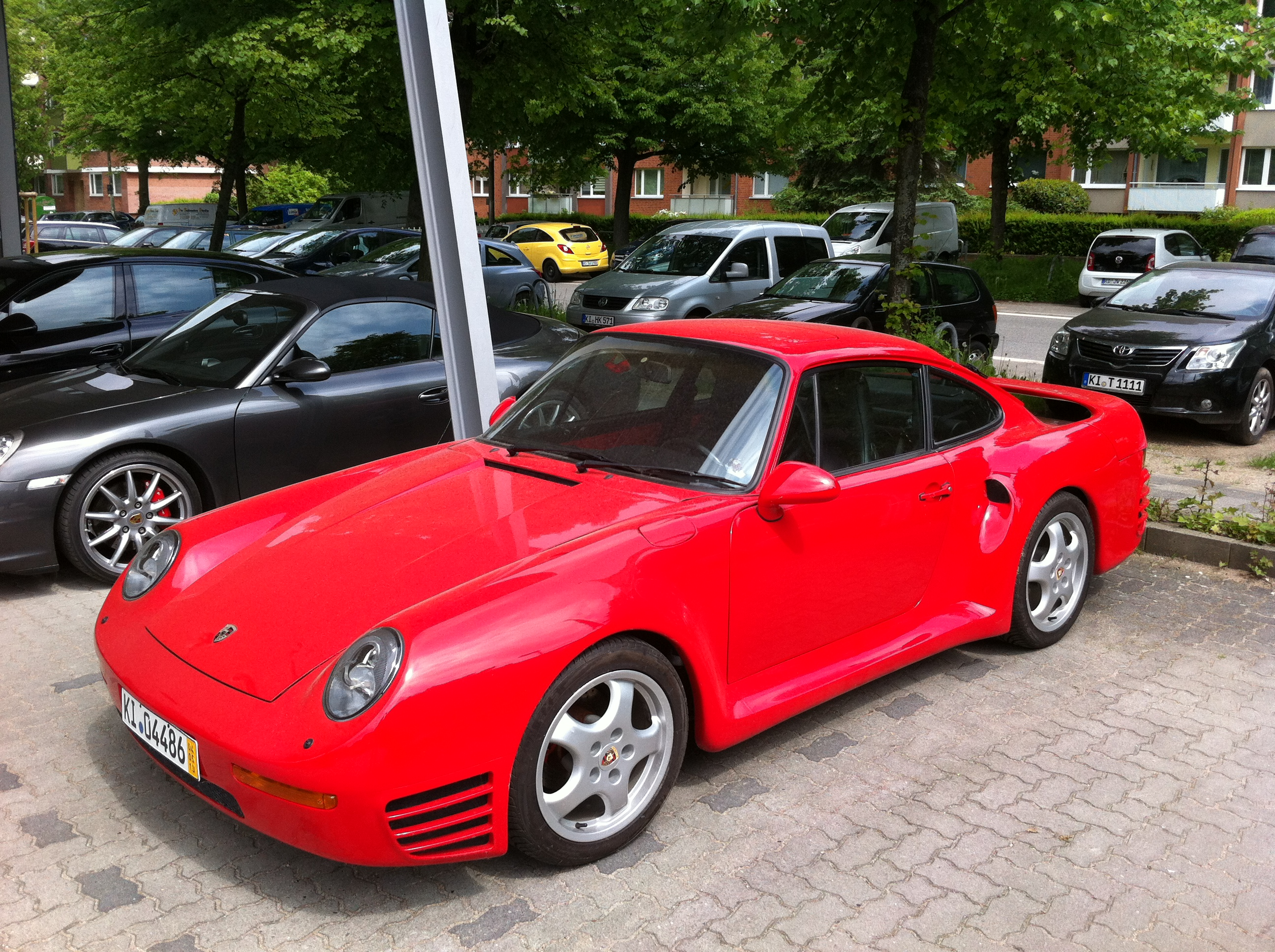
Porsche 964 mit Bodykit eines 959

Von einigen Tuning-Herstellern wurden 959er-Karosserieumbausätze für den Porsche 964 angeboten. So veränderte Fahrzeuge sehen einem originalen Porsche 959 von außen sehr ähnlich. Dennoch ist ein Umbau an einigen Merkmalen – vor allem an der Wagenfront zu erkennen.
Die Scheinwerfer des 959 sind flacher in den Kotflügeln eingepasst und haben andere Streuscheiben. Beim Umbau werden Scheinwerfer des Porsche 993 verwendet. Beim Original sind die Kotflügel und die Stoßstange getrennte Einheiten. Die vordere Lüftungsöffnung in der Stoßstange verläuft über die komplette Wagenbreite. Die Blinker sind beim Original um die Kante der Stoßstange herumgeführt. Beim Nachbau bestehen die vorderen Kotflügel und die Stoßstange aus einem Element. Die Lüftungsöffnung für den Ölkühler darin ist kleiner und die Blinker sind ebenfalls kleiner als beim 959.
Ein weiterer Unterschied ist der Ort für den Einfüllstutzen des Benzintanks. Beim Original ist in der vorderen Haube eine Öffnung dafür vorgesehen. Beim Nachbau ist der Tankeinfüllstutzen wie beim Standard-964er auf der Fahrerseite im vorderen Kotflügel.
Der 959 wurde mit anderen Außenspiegeln ausgeliefert, während beim Nachbau die gewöhnlichen Außenspiegel von 964 beibehalten wurden.
So umgebaute Fahrzeuge bieten mit dem 964-Serien-Boxermotor mit 184 kW (250 PS) gegenüber dem Original, dessen Boxermotor 331 kW (450 PS) leistet, keine vergleichbaren Fahrleistungen.

### Restomod
Das dänische Unternehmen Kalmar Automotive präsentierte im August 2024 im Rahmen der Monterey Car Week den Restomod Kalmar 9x9 als Hommage an den 959. Er hat einen 3,8-Liter-Boxermotor mit einer Leistung von bis zu 684 kW (930 PS) und soll ab 2025 gebaut werden.